# Có hẹn với yêu thương
Có hẹn với yêu thương là một bộ phim truyền hình được thực hiện bởi Hãng phim Xuân Phước do Xuân Phước làm đạo diễn. Phim phát sóng vào lúc 20h00 từ thứ 2 đến thứ 7 hàng tuần bắt đầu từ ngày 22 tháng 7 năm 2023 và kết thúc vào ngày 19 tháng 9 năm 2023 trên kênh THVL1.

## Nội dung
Có hẹn với yêu thương bắt đầu khi ông Bốn (Hoàng Sơn) tin rằng con trai cưng của mình đã tốt nghiệp ĐH. Ông hào hứng "đầu tư" thuê xe và "dàn cổ vũ" cầm băng rôn lên Sài Gòn chúc mừng ngày Hoàng Vĩnh (Huỳnh Đông) trở thành "niềm tự hào" của gia đình.

## Diễn viên

### Diễn viên chính
- Hoàng Sơn trong vai Ông Bốn[4]
- Trịnh Kim Chi trong vai Bà Hai
- Kha Ly trong vai Xuân[5]
- Phương Dung trong vai Bà Tám
- Nguyễn Sanh trong vai Ông Sáu Bảnh
- Lê Bê La trong vai Mai
- Công Ninh trong vai Ông Tùng
- Huỳnh Đông trong vai Hoàng Vĩnh[5][4]
- Hồng Tơ trong vai Ông Hạnh
- Thanh Thức trong vai Trung
- Phi Phụng trong vai Bà Bảy
- Bùi Lê Kim Ngọc trong vai Trúc
- Thanh Duy trong vai Phúc
- Thanh Tùng trong vai Ông Mười
- Bé Khang Vy trong vai Bé Bơ
- Trịnh Xuân Nhản trong vai Nam

Cùng một số diễn viên khác....

### Diễn viên phụ
- Minh Hoàng trong vai Thầy Hiếu
- Sơn Hải trong vai Chín Thẹo
- Ngọc Thảo trong vai Bà Chín
- Ngọc Tưởng trong vai Tường Mắt Đỏ
- Tín Kiệt trong vai Kiệt Mắt Đỏ
- Khoa trong vai Bạn Vĩnh
- Đạt trong vai Bạn Vĩnh
- Phong trong vai Bạn Vĩnh
- Ôn Bích Hằng trong vai Bà Thắm
- Thảo My trong vai Lý
- Cẩm Như trong vai Bà chủ nhà trọ
- Linh Tý trong vai Thanh
- Đại Ngọc Trâm trong vai Thản
- Quý Dũng trong vai Sếp Tổng
- Thúy Anh trong vai Minh Anh

## Ca khúc trong phim
Bài hát trong phim ca khúc "Về với yêu thương" do Nguyễn Minh Anh sáng tác và Nguyễn Minh Anh / Văn Hương / Mai Lệ Quyên thể hiện.

## Giải thưởng
| Năm  | Giải thưởng   | Hạng mục                                | (Người) đề cử | Kết quả | Tham khảo |
| ---- | ------------- | --------------------------------------- | ------------- | ------- | --------- |
| 2023 | Ngôi Sao Xanh | Phim truyền hình xuất sắc nhất          | —             | Đề cử   | [ 6 ]     |
| 2023 | Ngôi Sao Xanh | Đạo diễn xuất sắc nhất                  | Xuân Phước    | Đề cử   | [ 6 ]     |
| 2023 | Ngôi Sao Xanh | Nam diễn viên truyền hình xuất sắc nhất | Huỳnh Đông    | Đề cử   | [ 6 ]     |
| 2023 | Ngôi Sao Xanh | Nữ diễn viên truyền hình xuất sắc nhất  | Lê Bê La      | Đề cử   | [ 6 ]     |